# Sebja de Ndrhamcha
La sebja de Ndrhamcha es un amplio salar de Mauritania, a unos 50 km al nordeste de Nuakchot, entre el océano Atlántico y el desierto del Sahara. Tiene unos 70 km en dirección suroeste-nordeste y unos 50 km en dirección noroeste-sudeste. Cerca de 4.100 km² están situados bajo el nivel del mar, de los que 2.400 km² siguen bajo el nivel del mar en las mareas bajas.
La temperatura media anual era en 1976 de 25,7.oC, con una oscilación entre las medias máximas y mínimas anuales de 32,4.oC  y 19.oC. La precipitación media anual ea de unos 127 mm, con las lluvias agrupadas en los meses de julio a octubre.
Sebkha, sebja, sabkha o sabja es la transcripción de la palabra árabe para salar. En Ndramcha se pueden encontrar dos medios, la sebja muerta o inactiva, unos 3.365 km² de salar de yeso sedimentario formado por evaporación de las aguas retenidas tras el cordón litoral, durante el cierre del golfo, con una profundidad de 0,5 a más de 3,5 m, considerado fósil y no evolutivo, y la sebkha viva o activa, unos 735 km², el 18 por ciento de la superficie, formado por arcillas yesíferas con una pequeña parte de sal, la parte más hundida, inmediatamente detrás del cordón litoral que la domina por encima varios metros y la aísla del mar, con una profundidad de 50 a 120 cm.
El cierre del golfo que da lugar a la sebja se forma por la acumulación de arena muy fina junto con conchas de moluscos (Dosinia iscoardia, Arca senilis y Cardium edule) en el litoral procedente de una antigua duna, dado lugar a los llamados depósitos nuakchotianos.
El periodo nuakchotiano (Nouakchottien) es una fase que se desarrolla entre 6800 y 4500 a. C. y está marcada por la transgresión marina que origina la submersión del litoral senegalo-mauritano y la formación de lagunas. Posteriormente, entre 2000 y 1800 a. C. domina la sequedad y se forman las dunas vivas blancas que cierran las lagunas costeras, que se desecan.